# Kh-23
Il Kh-23 (nome in codice NATO: AS-7 Kerry) è un missile tattico aria-superficie sovietico sviluppato a partire dagli anni sessanta. Entrato in servizio negli anni settanta, costituì la base per il successivo e più perfezionato AS-10 Karen.

## Storia

### Sviluppo
L'OKB-134 Vympel ricevette l'incarico di sviluppare il missile tattico aria-superficie Kh-23 nell'aprile 1965. Questo requisito si trattava in pratica della risposta allo statunitense AGM-12 Bullpup, realizzato alcuni anni prima.
I tecnici sovietici dovettero comunque superare parecchie difficoltà, dovute soprattutto al fatto che non avevano mai costruito missili tattici guidati, e quindi difettavano della necessaria esperienza. Un altro problema furono i requisiti imposti dall'aviazione sovietica, visto che il nuovo missile avrebbe dovuto essere installato su velivoli già esistenti e lo stesso sistema di guida doveva essere di ridotte dimensioni.
Il lavoro dell'OKB-134, tuttavia, subì diversi ritardi, e quindi i vertici dell'aeronautica decisero di accettare la proposta dell'ufficio tecnico Zvezda, tecnologicamente basata sui missili aria-aria e di cui utilizzava anche diversi componenti (infatti, tale ufficio era impegnato nella fabbricazione di sistemi missilistici AA-1 Alkali ed AA-3 Anab).
I primi test vennero condotti con un K-51, trasportato e lanciato da un MiG-19PM: si trattò, in pratica, di uno studio portato avanti per verificare la fattibilità dell'utilizzo di missili aria-aria contro obiettivi terrestri e navali.
Questi test aprirono la strada, nel 1966, al primo missile aria-superficie tattico sovietico, che prese il nome di Kh-66 (o Articolo 66): questo utilizzava parecchie componenti dei precedenti modelli aria-aria. Due anni dopo, il sistema d'arma venne ufficialmente implementato sui MiG-21. Tuttavia, si trattò di una soluzione temporanea: infatti, lo sviluppo del Kh-23 era comunque andato avanti, anche se la responsabilità del progetto era stata trasferita all'OKB Zvezda.
I test dei Kh-23 iniziarono nel 1968, e si protrassero per tutto il 1969, a causa di alcuni problemi tecnici. Dopo le prove di qualificazione su MiG-23S e B, nell'autunno del 1973, il missile fu ufficialmente accettato in servizio con il nome di Kh-23M (o Articolo 68M) nel 1974.

### Impiego operativo
In Occidente, il missile ricevette la codifica NATO di AS-7 Kerry. Tale designazione riguarda sia il Kh-66, sia il Kh-23.
Il Kerry venne implementato sui MiG-21, MiG-23 e MiG-27, oltre che sul Sukhoi Su-17.

## Descrizione tecnica
Come detto in precedenza, il Kerry era ampiamente derivato da precedenti modelli aria-aria. In particolare, la prima versione (Kh-66) utilizzava l'impianto propulsivo dell'Anab, con ugello modificato (a causa del fatto che il sistema di guida era stato sistemato nella coda), ed il sistema di guida del K-51 Alkali. Il vantaggio nell'utilizzare un sistema di guida di progettazione non originale era dovuto al fatto che qualunque aereo ottimizzato per usare un Alkali poteva lanciare anche un Kh-66, senza modifiche di rilievo (con l'eccezione degli agganci sotto la fusoliera).
Il Kh-66 aveva una lunghezza di 3,63 m, un diametro di 0,275 ed un'apertura alare di 0,811. Il peso era di 278 kg, di cui 103 costituiti dalla testata. Il motore era un razzo a propellente solido, che era in grado di spingerlo ad una distanza di 10 km alla velocità di 2.340 km/h.
Il Kh-66 costituì la base per il Kh-23, di cui utilizzava parecchie componenti. Le differenze si potevano trovare nella coda (modificata per montare il sistema di guida con radiocomando Delta-R1M) e nell'impianto propulsivo, più potente. In generale, comunque, il nuovo missile risultava più corto di circa 80 cm e con una velocità superiore.